# Wensleydale (Schaf)

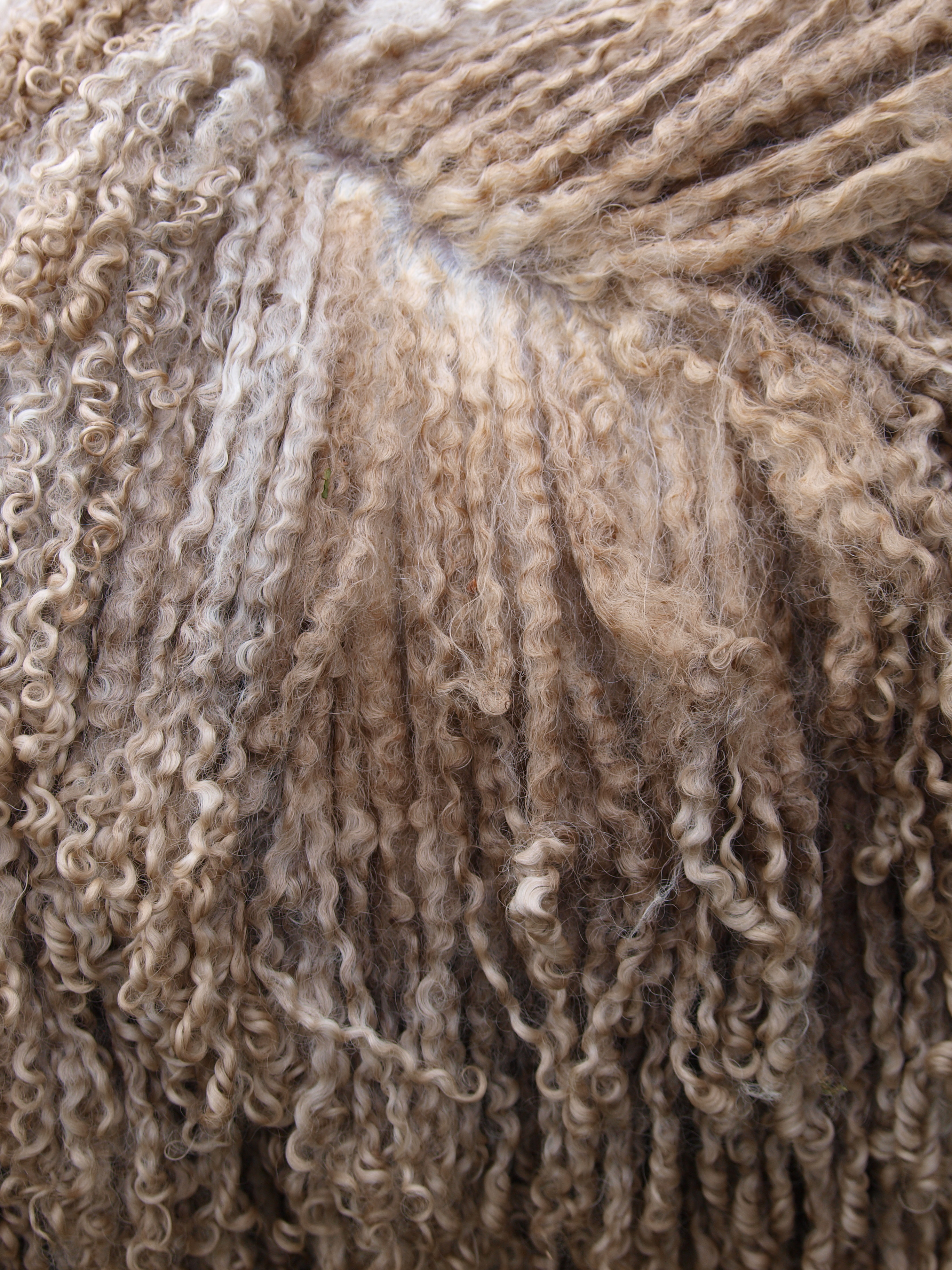
Wolle eines weißen Wensleydale

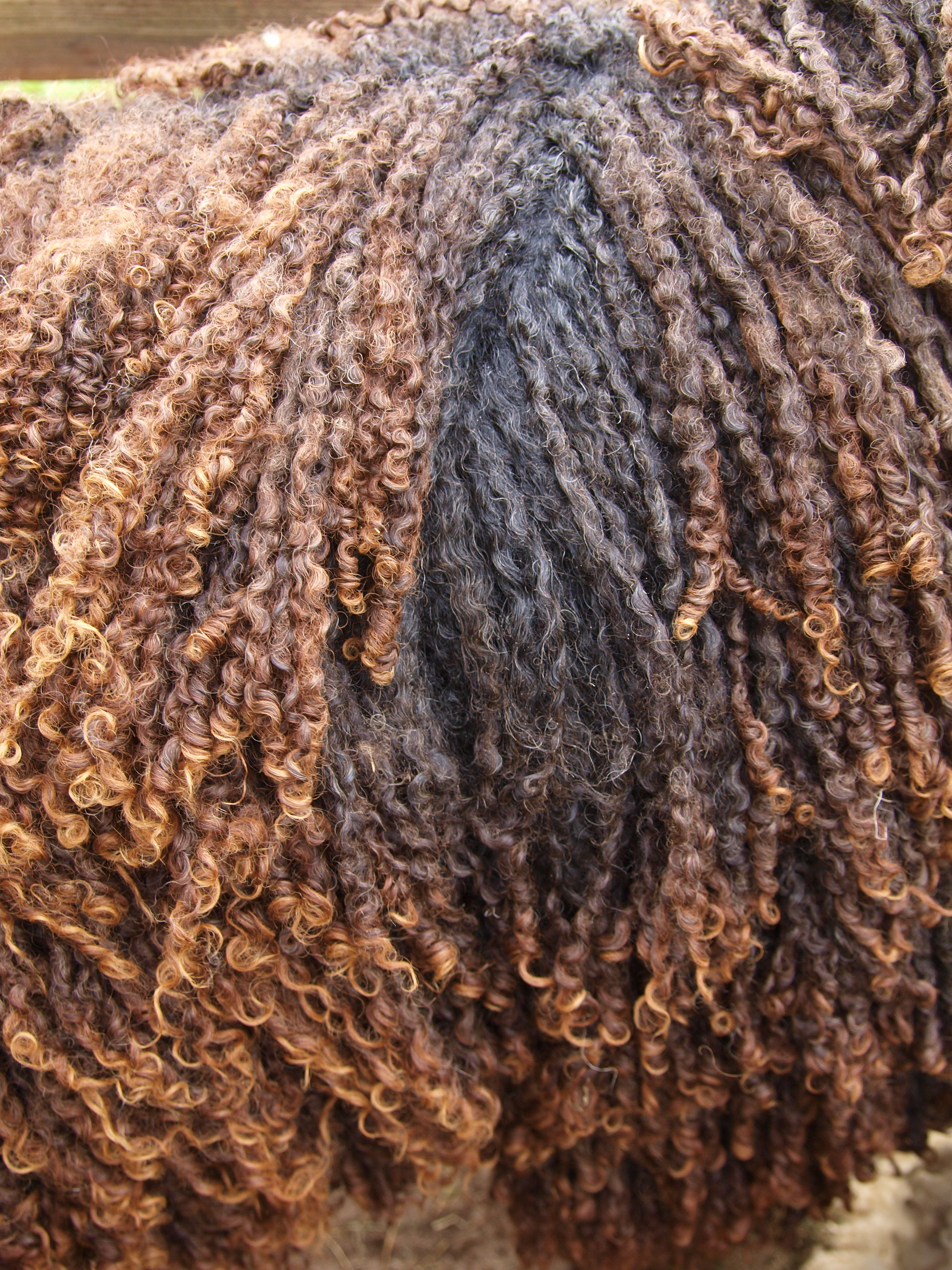
Wolle eines schwarzen Wensleydale

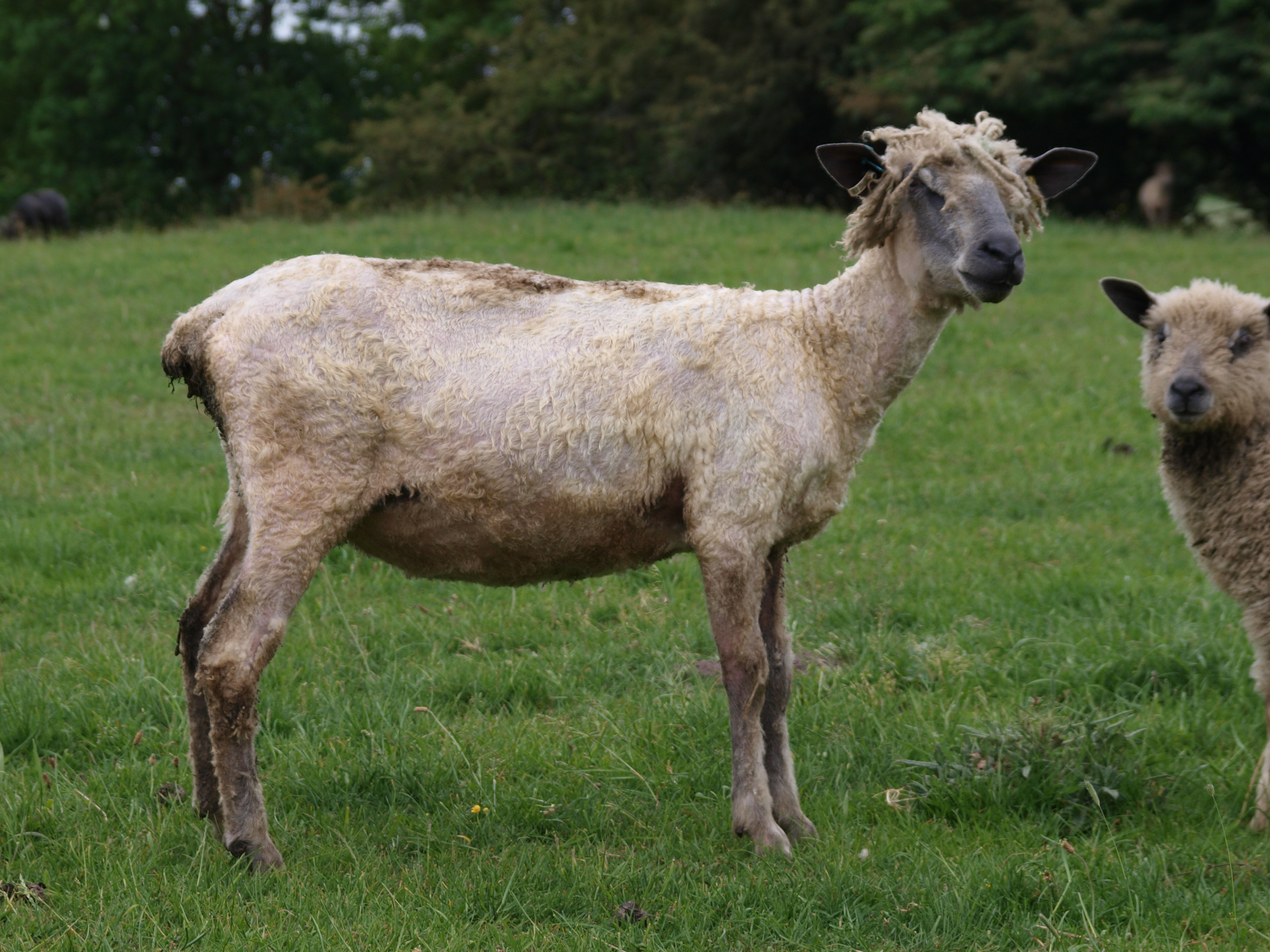
Wensleydale, frisch geschoren

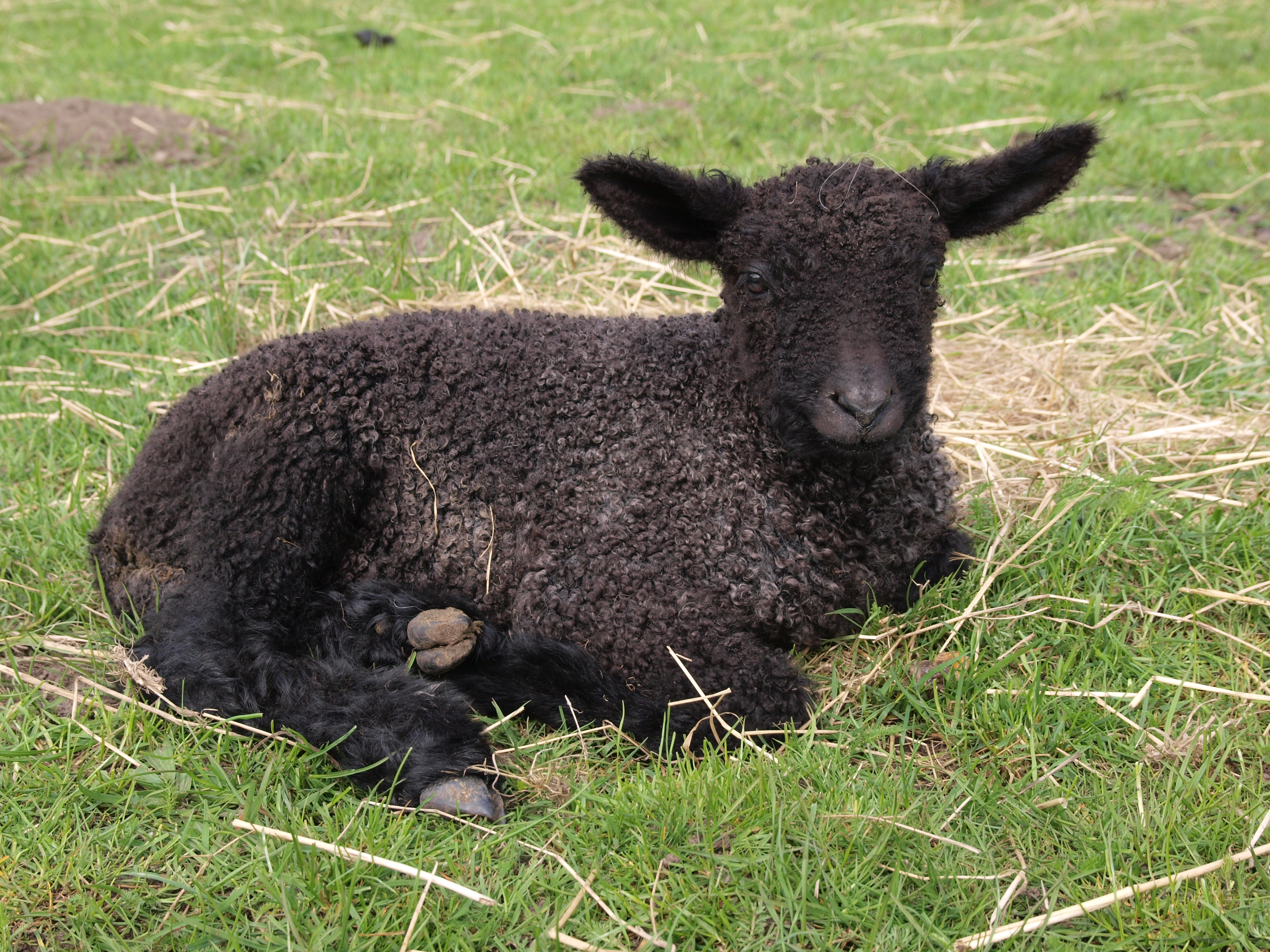
Ein sechs Tage altes schwarzes Wensleydale-Lamm

Wensleydale, auch Wensleydale Longwool genannt, ist eine von insgesamt zehn britischen Langwollschafrassen und gilt als sehr robust und genügsam. Der Ursprung dieser Rasse liegt in der Region von Wensleydale in North Yorkshire, England. Die Bezeichnung Wensleydale für diese Rasse wurde erstmals 1876 verwendet, als bei einer Leistungsschau in Yorkshire die gezeigten Tiere einer bestimmten Rasse zugeordnet werden mussten.
Auffälligstes Merkmal dieser Schafrasse sind die korkenzieherartig gedrehten langen Wollsträhnen. Weil diese Schafrasse sowohl eine gute Fleisch- als auch Wollleistung zeigt, wird sie zu den sogenannten Zweinutzungsrassen gezählt.
Zu den britischen Regionen, in denen es traditionell gehalten wird, zählen Yorkshire und North Yorkshire, Westmorland, Cumberland, Lancashire und Schottland.  Insgesamt zählt das Wensleydale mittlerweile jedoch zu den selteneren britischen Haustierrassen und wird von dem Rare Breeds Survival Trust als gefährdet eingestuft, da im Herdbuch weniger als 1500 Mutterschafe geführt werden. Trotz ihrer vergleichsweisen Seltenheit werden Böcke dieser Rasse für Kreuzungszuchten eingesetzt: Die aus den Kreuzungen hervorgehenden Lämmer sind sehr wüchsig und können damit vergleichsweise schnell auf den Markt gebracht werden.

## Erscheinungsbild
Wensleydales sind großrahmige Schafe. Die Böcke erreichen eine Widerristhöhe von 90 Zentimeter und wiegen durchschnittlich 136 Kilogramm. Mutterschafe sind mit einer Widerristhöhe von 80 Zentimeter kleiner und wiegen durchschnittlich 90 Kilogramm.  Die unbewollt bleibenden Teile des leicht ramsförmigen Kopfes sind blaugrau, ansonsten ist der Körper hell. Nur bei einigen wenigen Tieren sind auch die Beine blaugrau.
Die Wolle weist nach einjährigem Wachstum eine Stapellänge von 20 bis 30 Zentimeter aus. Das Vlies wiegt durchschnittlich 5 Kilogramm, bei einjährigen Schafen sogar bis zu 9 Kilogramm.

## Zuchtgeschichte
Das Wensleydale gehört zu den wenigen Schafrassen, deren Zuchtgeschichte sehr gut dokumentiert ist.
Ursprung des Wensleydale sind die in den Yorkshire Dales und zwar vor allem in Wensleydale und in Teesdale gehaltene Teeswater-Schafe, von dem der schottische Agronom David Low 1839 schrieb, es sei eines der bemerkenswertesten britischen Inlandschafe. Mit ihrem groben Kopf und ihren langen Gliedmaßen galten sie als nicht sehr ansehnliche Schafrasse.  Philip Walling geht davon aus, dass während des 18. Jahrhunderts Teeswater-Schafe zu den größten und schwersten in Großbritannien zählten. Das Gewicht eines an Weihnachten 1779 in Stockton-on-Tees geschlachteten besonders schweren Exemplars betrug 40 Stone, rund 250 Kilogramm, es wog damit etwa so viel wie ein Shetland-Pony.
Teeswaters wurden jedoch nicht wegen ihres Fleisches, sondern wegen ihrer wertvollen Wolle gehalten. In der Haltung waren sie anspruchsvoll. Sie benötigten anders als die meisten Schafrassen ausgezeichnete Weidebedingungen und mussten im Winter zusätzlich mit Heu und Getreide gefüttert werden. Erst im dritten oder vierten Lebensjahr waren die Schafe voll ausgewachsen.
Parallel zur beginnenden Industriellen Revolution stieg in Großbritannien jedoch die Nachfrage nach Fleisch, während die nach Wolle zurückging. Um diese Fleischnachfrage zu befriedigen, begann man Schafrassen einzukreuzen, die schneller heranwuchsen und die eine wesentlich bessere Fleischleistung als die traditionellen Teeswaters hatten. Verwendet wurden dafür die sogenannten Dishley Leicester, jene Leicesterschafe, die von dem Landwirt Robert Bakewell im 18. Jahrhundert züchterisch weiterentwickelt worden waren. Ein Richard Outhwaite mietete 1838 für 40 Guinees von dem Farmer Sonley aus Helmsley den „besten Leicester-Schafbock, der je gezüchtet worden war“, um durch diesen Bock seine Mutterschafe decken zu lassen. Dieser Bock fiel nicht nur durch seinen sehr großen Körper auf, sondern hatte auch einen auffallend blaugrauen Kopf. Eines der Bocklämmer, das aus dieser Einkreuzung hervorgingen und das im Frühjahr 1839 geboren wurde, erbte nicht nur die ungewöhnliche Körpergröße seines Vaters und den blauschwarzen Kopf, sondern wies auch eine feine, weiße Wolle auf. Sein Gewicht, das auf einer Zuchtschau 1841 ermittelt wurde, betrug 203 Kilogramm. Sein Besitzer gab ihm den Namen „Bluecap“ und von diesem Schafbock stammen alle heutigen Wensleydales ab. Nach Einschätzung von Philip Walling gibt es keine andere Schafrasse, die sich so eindeutig auf einen einzigen Vererber zurückführen lässt.
Der Besitzer von „Bluecap“ lehnte es ab, seinen Zuchtbock zu verkaufen, obwohl man ihm zu einem Zeitpunkt, zu dem man für 300 Guinees eine kleine Landwirtschaft erwerben konnte, bis zu 100 Guinees für ihn bot. Er war jedoch bereit, den euphemistisch als sehr aktiv beschriebenen Bock an andere Züchter in Yorkshire auszuleihen, die durch ihn ihre Teeswater-Herden decken ließen. Der Bock erwies sich als sehr guter Vererber, dessen Nachkommen viele seiner guten Eigenschaften aufwiesen. Durch die Paarung seiner Nachkommen untereinander entstand eine Rasse, die die Größe, Lebhaftigkeit und das magere Fleisch der Teesweater mit der frühen körperlichen Reife und dem besseren Körperbau der Leicesterschafe vereinte.

## Zuchtverband und Herdbuch
1890 wurden aus Rivalität und sich widersprechenden Interessen gleich zwei Zuchtverbände, nämlich die „Wensleydale Blue-faced Sheep Breeders’ Association“ und die „Wensleydale Longwool Association“ für diese Rasse gegründet, die für diese Rasse jeweils ein eigenes Herdbuch führten. Streitpunkt zwischen den beiden Zuchtverbänden war, welche Zuchtböcke in das Herdbuch eingetragen werden durften. Die älteren etablierten Wensleydale-Züchter hatten Zuchtböcke, deren Zuchtlinie sich mehr als zwanzig Jahre zurückverfolgen ließen, und bestanden darauf, dass diese als reinrassig anerkannt und daher des Herdbucheintrags würdig waren. Erst seit 1920 sind diese beiden Zuchtverbände unter dem Namen „Wensleydale Longwool Sheep Breeders Association“ vereint. Der jahrzehntelange Streit zwischen den Zuchtverbänden beeinflusste nach Ansicht von Philip Walling auch die Akzeptanz der Rasse in anderen Regionen und führte beispielsweise dazu, dass Rassen wie das im gleichen Zeitraum züchterisch weiterentwickelte Border Leicester sich als Rasse in einem größeren Gebiet etablierte.
Während früher die vereinzelt auftretenden schwarzen Wensleydales von der Zucht ausgeschlossen wurden, gibt es seit 1994 auch für diese ein Herdbuch. Schwarze Wensleydales sind jedoch deutlich in der Minderzahl.